# Paul Thompson (hockey sur glace, 1906)
Pour les articles homonymes, voir Paul Thompson.
Paul Ivan Thompson (né le 2 novembre 1906 à Calgary au Canada et mort le 13 septembre 1991) est un joueur professionnel puis entraîneur canadien de hockey sur glace. Pendant sa carrière de joueur, il évoluait au poste d'ailier gauche.

## Biographie
Frère cadet du gardien de but Tiny Thompson, Paul Thompson remporte la Coupe Memorial remise à la meilleure équipe de hockey junior de la Ligue canadienne de hockey en 1926 avant de signer un contrat professionnel avec les Rangers de New York le 12 octobre 1926. En 1928, il remporte la Coupe Stanley avec les Rangers. Il est échangé aux Black Hawks de Chicago contre Art Somers et Vic Desjardins le 27 septembre 1931. Avec les Black Hawks, il remporte deux nouvelles coupes Stanley en 1934 puis 1938.
En janvier 1939, il remplace Bill Stewart comme entraîneur de la franchise. Il reste à la tête de l'équipe jusqu'au début de la saison 1944-1945 où il est remplacé par Johnny Gottselig après un seul match joué. Il est ensuite nommé entraîneur-chef des Canucks de Vancouver dans la Pacific Coast Hockey League pendant deux saisons. Il termine sa carrière d'entraîneur durant quatre saisons avec l'équipe amateur des Elks de Kamloops.

## Statistiques

### Joueur
| Saison     | Équipe                 | Ligue       |     | Saison régulière | Saison régulière | Saison régulière | Saison régulière | Saison régulière |    | Séries éliminatoires | Séries éliminatoires | Séries éliminatoires | Séries éliminatoires | Séries éliminatoires |
| Saison     | Équipe                 | Ligue       | PJ  | B                | A                | Pts              | Pun              | PJ               | B  | A                    | Pts                  | Pun                  |                      |                      |
| 1924-1925  | Canadians de Calgary   | LHJCC       |     |                  |                  |                  |                  |                  |    |                      |                      |                      |                      |                      |
| 1925       | Canadians de Calgary   | C. Memorial | -   | -                | -                | -                | -                | 2                | 0  | 0                    | 0                    | 0                    |                      |                      |
| 1925-1926  | Canadians de Calgary   | LHJCC       |     |                  |                  |                  |                  |                  |    |                      |                      |                      |                      |                      |
| 1926       | Canadians de Calgary   | C. Memorial | -   | -                | -                | -                | -                | 9                | 12 | 2                    | 14                   | 10                   |                      |                      |
| 1926-1927  | Rangers de New York    | LNH         | 43  | 7                | 3                | 10               | 12               | 2                | 0  | 0                    | 0                    | 0                    |                      |                      |
| 1927-1928  | Rangers de New York    | LNH         | 42  | 4                | 4                | 8                | 22               | 8                | 0  | 0                    | 0                    | 30                   |                      |                      |
| 1928-1929  | Rangers de New York    | LNH         | 44  | 10               | 7                | 17               | 38               | 6                | 0  | 2                    | 2                    | 6                    |                      |                      |
| 1929-1930  | Rangers de New York    | LNH         | 44  | 7                | 12               | 19               | 36               | 4                | 0  | 0                    | 0                    | 2                    |                      |                      |
| 1930-1931  | Rangers de New York    | LNH         | 44  | 7                | 7                | 14               | 36               | 4                | 3  | 0                    | 3                    | 2                    |                      |                      |
| 1931-1932  | Black Hawks de Chicago | LNH         | 48  | 8                | 14               | 22               | 34               | 2                | 0  | 0                    | 0                    | 2                    |                      |                      |
| 1932-1933  | Black Hawks de Chicago | LNH         | 48  | 13               | 20               | 33               | 27               | -                | -  | -                    | -                    | -                    |                      |                      |
| 1933-1934  | Black Hawks de Chicago | LNH         | 48  | 20               | 16               | 36               | 17               | 8                | 4  | 3                    | 7                    | 6                    |                      |                      |
| 1934-1935  | Black Hawks de Chicago | LNH         | 48  | 16               | 23               | 39               | 20               | 2                | 0  | 0                    | 0                    | 0                    |                      |                      |
| 1935-1936  | Black Hawks de Chicago | LNH         | 45  | 17               | 23               | 40               | 19               | 2                | 0  | 3                    | 3                    | 0                    |                      |                      |
| 1936-1937  | Black Hawks de Chicago | LNH         | 47  | 17               | 18               | 35               | 28               | -                | -  | -                    | -                    | -                    |                      |                      |
| 1937-1938  | Black Hawks de Chicago | LNH         | 48  | 22               | 22               | 44               | 14               | 10               | 4  | 3                    | 7                    | 6                    |                      |                      |
| 1938-1939  | Black Hawks de Chicago | LNH         | 33  | 5                | 10               | 15               | 33               | -                | -  | -                    | -                    | -                    |                      |                      |
| Totaux LNH | Totaux LNH             | Totaux LNH  | 582 | 153              | 179              | 332              | 336              | 48               | 11 | 11                   | 22                   | 54                   |                      |                      |

### Entraîneur
| Saison     | Équipe                 | Ligue         |     | PJ  | V   | D  | N      | % V                             |  | Séries éliminatoires |
| 1938-1939  | Black Hawks de Chicago | LNH           | 27  | 4   | 18  | 5  | 24,1 % | Non qualifiés                   |  |                      |
| 1939-1940  | Black Hawks de Chicago | LNH           | 48  | 23  | 19  | 6  | 54,2 % | Éliminés en 1re ronde           |  |                      |
| 1940-1941  | Black Hawks de Chicago | LNH           | 48  | 16  | 25  | 7  | 40,6 % | Éliminés en 2e ronde            |  |                      |
| 1941-1942  | Black Hawks de Chicago | LNH           | 48  | 22  | 23  | 3  | 49,0 % | Éliminés en 1re ronde           |  |                      |
| 1942-1943  | Black Hawks de Chicago | LNH           | 50  | 17  | 18  | 15 | 49,0 % | Non qualifiés                   |  |                      |
| 1943-1944  | Black Hawks de Chicago | LNH           | 50  | 22  | 23  | 5  | 49,0 % | Finalistes                      |  |                      |
| 1944-1945  | Black Hawks de Chicago | LNH           | 1   | 0   | 1   | 0  | 0 %    | (Remplacé par Johnny Gottselig) |  |                      |
| 1945-1946  | Canucks de Vancouver   | PCHL          | 64  | 37  | 27  | 0  | 57,8 % |                                 |  |                      |
| 1946-1947  | Canucks de Vancouver   | PCHL          | 60  | 30  | 29  | 1  | 50,8 % |                                 |  |                      |
| 1948-1949  | Elks de Kamloops       | OMHL[Quoi ?]  |     |     |     |    |        |                                 |  |                      |
| 1950-1951  | Elks de Kamloops       | OMHL          |     |     |     |    |        |                                 |  |                      |
| 1951-1952  | Elks de Kamloops       | OSAHL[Quoi ?] |     |     |     |    |        |                                 |  |                      |
| 1952-1953  | Elks de Kamloops       | OSAHL         |     |     |     |    |        |                                 |  |                      |
| Totaux LNH | Totaux LNH             | Totaux LNH    | 272 | 104 | 127 | 41 | 45,8 % |                                 |  |                      |